# Özge Yağız
Özge Yağız (* 26. September 1997 in Istanbul) ist eine türkische Schauspielerin.

## Leben und Karriere
Yağız wurde am 26. September in Istanbul geboren. Sie studierte an der Başkent Üniversitesi. Ihr Debüt gab sie 2018 in der Fernsehserie Adını Sen Koy.
Ihre erste Hauptrolle bekam sie 2019 in Yemin. Anschließend spielte Yağız 2020 in Sol Yanım die Hauptrolle. 2021 bekam sie eine Rolle in İçimizden Biri. Seit 2022 spielt sie in der Serie Baba mit.

## Filmografie
Serien
- 2018: Adını Sen Koy
- 2018–2019: Yemin
- 2020–2021: Sol Yanım
- 2021: İçimizden Biri
- 2022: Baba